# ابنفلو
ابنفلو (به لاتین: Ebnefluh) یک کوه در سوئیس است که در کانتون برن واقع شده‌است. ابنفلو ۳٬۹۶۲ متر بالاتر از سطح دریا واقع شده‌است.